# Waldorf=Astoria

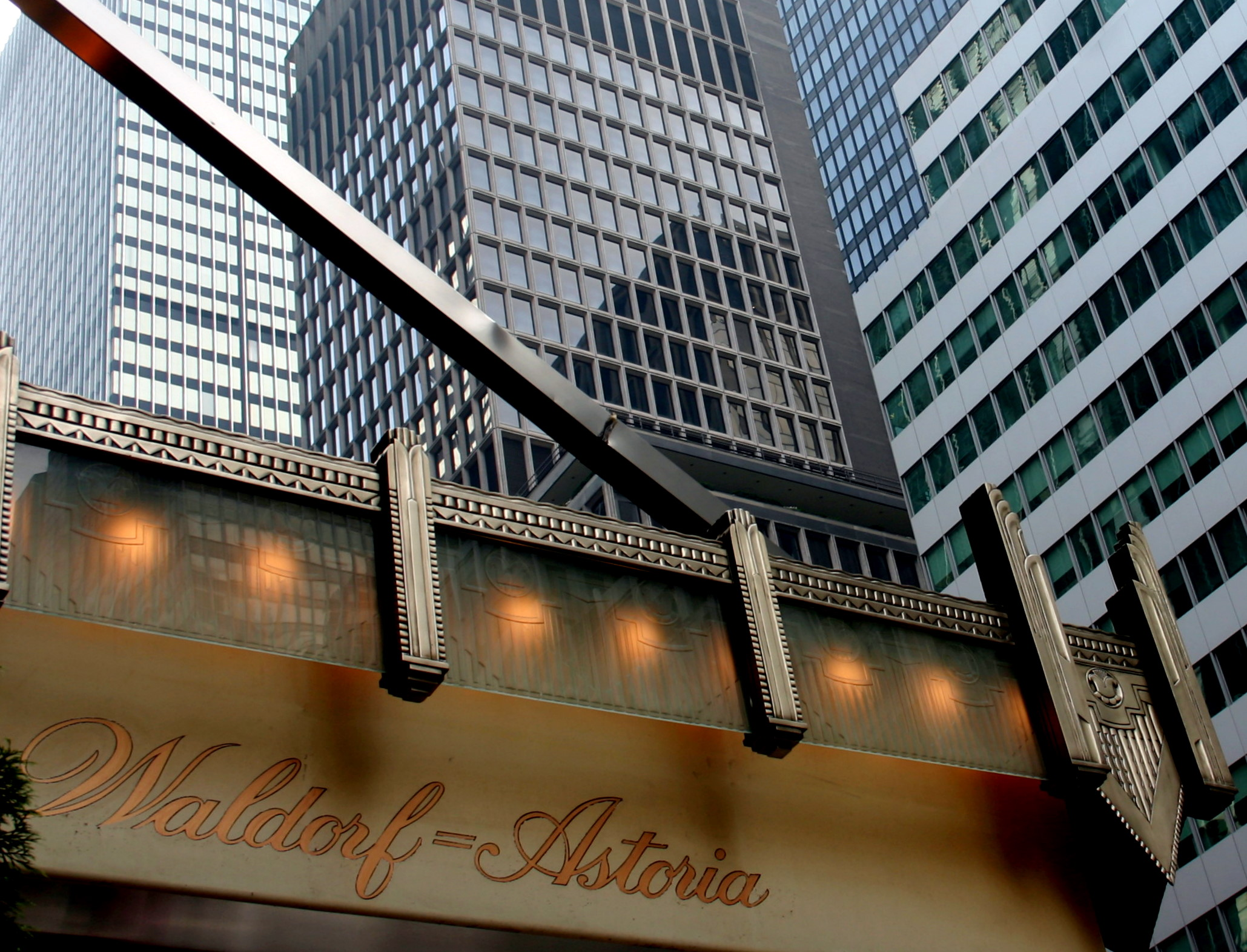
Logo sieci na tle budynków Nowego Jorku

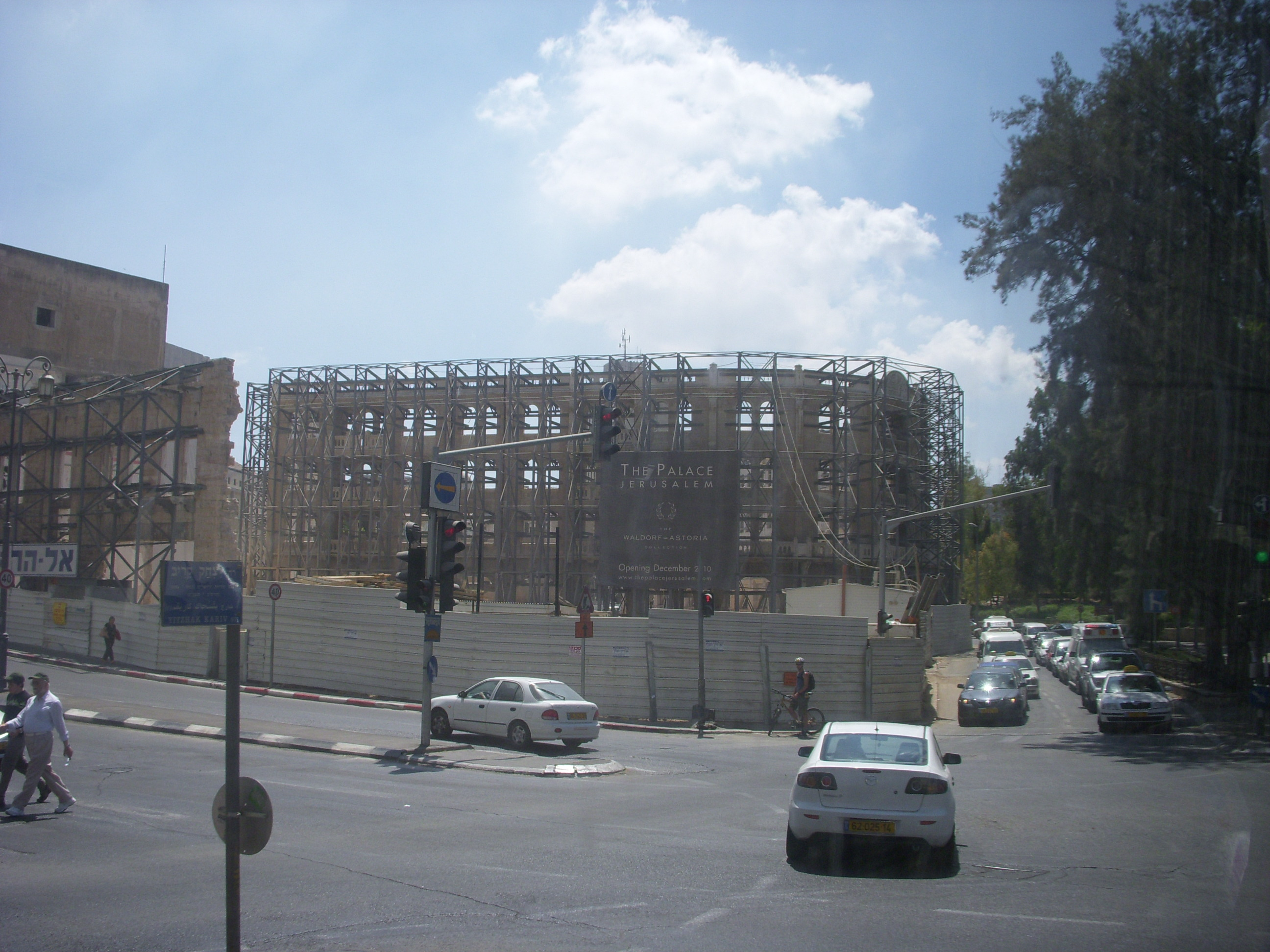
Budowa hotelu The Palace w Jerozolimie należącego do kolekcji Waldorf=Astoria

Waldorf=Astoria (ang. The Waldorf=Astoria Collection) – luksusowa kategoria hoteli należących do sieci hotelowej Hilton, nazwana na wzór przejętego przez Conrada Hiltona w 1947 roku hotelu Waldorf-Astoria w Nowym Jorku. 
Hilton przejął również prawa do nazwy hotelu. W styczniu 2006 firma Hilton ogłosiła objęcie tą marką swoich kilkunastu najbardziej ekskluzywnych hoteli. Znajdują się one w Nowym Jorku (oryginalny hotel Waldorf-Astoria), na Florydzie i Hawajach, w Kalifornii, Puerto Rico, Arizonie oraz we Francji, Włoszech i Arabii Saudyjskiej. Hotele te weszły w skład Waldorf=Astoria po okresie wieloletniego funkcjonowania w innych kategoriach sieci Hilton. Korporacja Hiltona inwestuje również w budowę nowych hoteli, które od początku będą działać w ramach Waldorf=Astoria Collection.

## Waldorf Astoria Hotels & Resorts
Stan na maj 2009:
- Waldorf=Astoria – Nowy Jork
- Waldorf Astoria Berlin, Zoofenster – Berlin
- Arizona Biltmore Hotel & Spa – Phoenix
- Boca Raton Resort & Club – Boca Raton
- Casa Marina Resort & Beach Club – Key West
- Grand Wailea Resort Hotel & Spa – Maui
- La Quinta Resort & Club – La Quinta
- Naples Grande Beach Resort – Naples
- Qasr Al Sharq – Dżudda
- The Reach Resort – Key West
- Rome Cavalieri – Rzym
- Trianon Palace – Wersal
- El San Juan Hotel & Casino – San Juan
- El Conquistador Resort & Golden Door Spa – Fajardo
- Las Casitas Village & Spa – Fajardo